# Чудейская сельская община
Чудейская сельская община (укр. Чудейська сільська громада) — территориальная община в Черновицком районе Черновицкой области Украины.
Административный центр — село Чудей.
Население составляет 14960 человек. Площадь — 139,7 км².
В соответствии с распоряжением Кабинета Министров Украины от 12 июня 2020 года, в состав общины вошла территория Буденецкого, Иживского и Чудейского сельских советов упразднённого Сторожинецкого района

## Населённые пункты
В состав общины входит 5 сёл:
- Чудей
  - Новая Красношора
- Буденецкий старостинский округ:
  - Буденец
- Иживский старостинский округ:
  - Иживцы
- Черешский старостинский округ:
  - Череш